# Onthophagus sabai
Onthophagus sabai es una especie de insecto del género Onthophagus, familia Scarabaeidae, orden Coleoptera.

Fue descrita científicamente por Masumoto, Ochi & Sakchoowong en 2012.